# Graptomyza microdon
Graptomyza microdon är en tvåvingeart som beskrevs av Osten Sacken 1882. Graptomyza microdon ingår i släktet Graptomyza och familjen blomflugor.
Artens utbredningsområde är Filippinerna. Inga underarter finns listade i Catalogue of Life.